# Narodowa Armia Rewolucyjna
Artykuł ten został zgłoszony do umieszczenia na stronie głównej w rubryce „Czy wiesz”.
Pomóż nam go sprawdzić: oceń zgłoszoną nominację.
Narodowa Armia Rewolucyjna (chiń. upr. 国民革命军; chiń. trad. 國民革命軍; pinyin Guómín Gémìng Jūn) – zbrojne ramię Narodowej Partii Chin (Kuomintangu) od 1924 do 1947 roku.
Od 1928 roku funkcjonowała de facto jako narodowe siły zbrojne Republiki Chińskiej w okresie rządów Kuomintangu. Po ogłoszeniu konstytucji z 1947 roku – która ustanowiła de iure cywilną kontrolę nad wojskiem – została formalnie przekształcona w Siły Zbrojne Republiki Chińskiej.
Początkowo utworzona z oddziałów frakcji nacjonalistycznej po 1917 roku, przy wsparciu Związku Radzieckiego, Narodowa Armia Rewolucyjna powstała jako narzędzie rządu nacjonalistycznego do zjednoczenia Chin w okresie ery militarystów. Następnie brała udział we wszystkich większych konfliktach zbrojnych toczonych w Chinach w tamtym czasie, przede wszystkim w ekspedycji północnej przeciwko watażkom z Beiyangu, kampaniach okrążających przeciwko Chińskiej Armii Czerwonej, wojnie na Równinach Centralnych, II wojnie chińsko-japońskiej (1937–1945) przeciwko Cesarstwu Japonii oraz w chińskiej wojnie domowej przeciwko Chińskiej Armii Ludowo-Wyzwoleńczej.

## Struktura
Przed wybuchem wojny z Japonią termin „Narodowa Armia Rewolucyjna” odnosił się przede wszystkim do centralnie sterowanych jednostek wojskowych Narodowej Partii Chin, zazwyczaj określanych jako „siły rządu centralnego” (chiń. 中央軍), a zwłaszcza tych lojalnych wobec Czang Kaj-szeka. Jednak wraz z eskalacją wojny i rosnącą potrzebą jedności narodowej, nazwa „Narodowa Armia Rewolucyjna” została symbolicznie rozszerzona także o armie byłych militarystów, potocznie zwane „siłami regionalnymi” (chiń. 地方軍), mimo że wiele z nich pozostało częściowo autonomicznych i jedynie nominalnie podlegało Komisji Spraw Wojskowych.
Podczas II wojny chińsko-japońskiej również siły zbrojne Komunistycznej Partii Chin zostały nominalnie włączone do Narodowej Armii Rewolucyjnej (zachowując jednocześnie odrębne dowództwa), tworząc 8 Armię Marszową i Nową 4 Armię, ale wkrótce po zakończeniu wojny z Japończykami odłączyły się, tworząc Chińską Armię Ludowo-Wyzwoleńczą.
Po ogłoszeniu Konstytucji Republiki Chińskiej w 1947 roku i de iure upadku państwowotwórczej roli Kuomintangu, Narodowa Armia Rewolucyjna została przemianowana na Siły Zbrojne Republiki Chińskiej, które wycofały się na wyspę Tajwan w 1949 roku.

## Historia

### Utworzenie i wsparcie zagraniczne

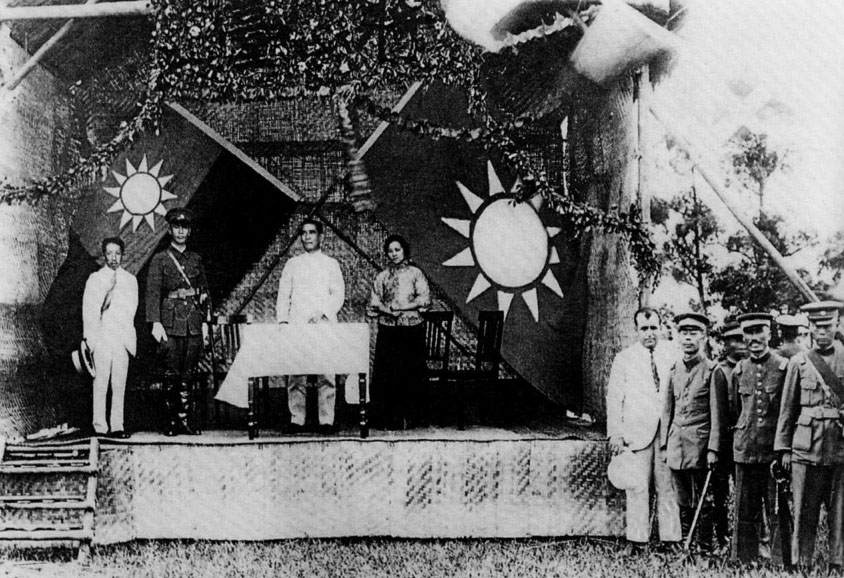
Ceremonia otwarcia Akademii Wojskowej w Whampoa z udziałem Sun Jat-sena i Czang Kaj-szeka

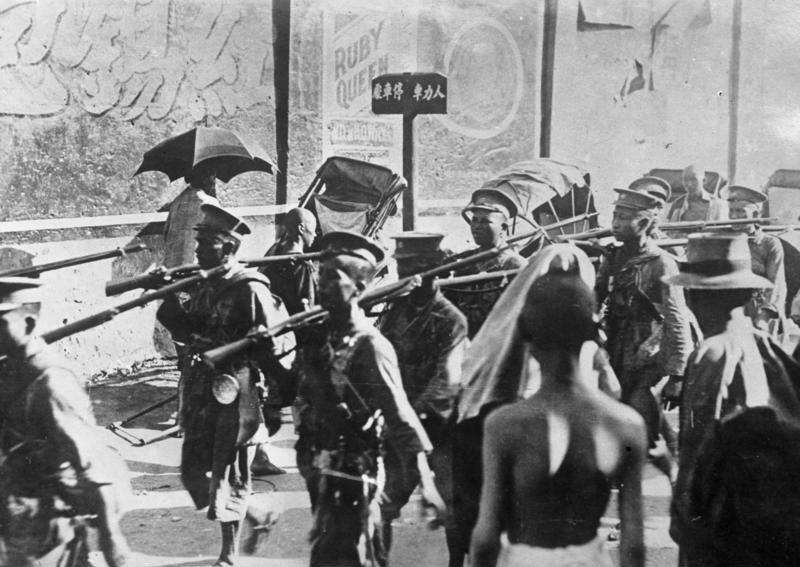
Oddziały Narodowej Armii Rewolucyjnej przygotowują się do oblężenia Szanghaju przeciwko siłom Sun Chuanfanga

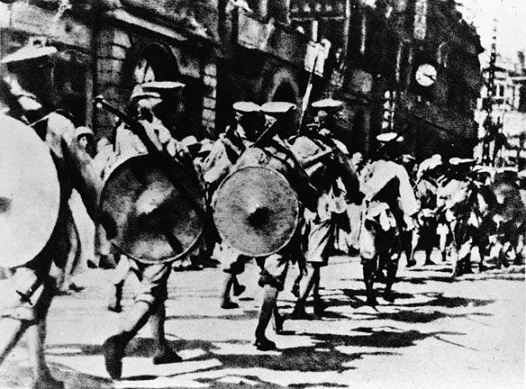
Żołnierze Narodowej Armii Rewolucyjnej wkraczają do brytyjskich koncesji w Hankou podczas ekspedycji północnej

Narodowa Armia Rewolucyjna została oficjalnie utworzona w 1925 roku jako ramię zbrojne partii Kuomintang, oparte na siłach regionalnych nacjonalistów. Jej głównym celem było zjednoczenie Chin w epoce coraz większych podziałów wśród oficerów armii dawnej dynastii Qing po rewolucji Xinhai.
Początkowo Narodowa Armia Rewolucyjna była luźnym zlepkiem słabo wyszkolonych oddziałów lokalnych watażków, które nie miały innego doświadczenia bojowego poza tłumieniem niepokojów społecznych. Jednak dzięki wsparciu organizacyjnemu radzieckich doradców, zaproszonych do Chin przez Sun Jat-sena, Narodowa Armia Rewolucyjna z biegiem lat ujednolicała się i osiągała coraz wyższy stopień profesjonalizacji. Wielu członków najwyższej kadry dowodzenia Narodowej Armii Rewolucyjnej było absolwentami utworzonej przy wsparciu radzieckich oficerów Akademii Wojskowej w Whampoa, w tym jej pierwszy komendant, Czang Kaj-szek. Profesjonalny system szkolenia żołnierzy i oficerów oraz napływ nowoczesnego uzbrojenia pozwolił rozwinąć Narodową Armię Rewolucyjną na potrzeby przyszłych kampanii dążących do zjednoczenia Chin pod przywództwem rządu w Nankinie.
W 1927 roku, po rozpadzie 1 Zjednoczonego Frontu Kuomintangu i Komunistycznej Partii Chin, kierownictwo Kuomintangu przeprowadziło czystkę wśród komunistów i wydaliło radzieckich doradców z Chin. Po tej zmianie Czang Kaj-szek zwrócił się do Niemiec z prośbą o pomoc w reorganizacji i modernizacji Narodowej Armii Rewolucyjnej. Pomimo ograniczeń nałożonych przez traktat wersalski, który zabraniał niemieckim doradcom wojskowym oficjalnego pełnienia funkcji bojowych za granicą, Republika Weimarska wysłała doradców do Chin. Niemieccy doradcy wojskowi, tacy jak Max Bauer, Hans von Seeckt i Alexander von Falkenhausen, odegrali kluczową rolę w procesie modernizacji Narodowej Armii Rewolucyjnej w latach 1927–1937. Niemy kontynuowali działania swoich radzieckich poprzedników, intensyfikując szkolenia wojskowe i pozyskiwanie nowoczesnego uzbrojenia dla Narodowej Armii Rewolucyjnej. Ponadto ściśle współpracowali Chińczykami na polu reorganizacji ich sił zbrojnych na wzór niemiecki, poprzez utworzenie połączonych sił zbrojnych, które miały na celu integrację działań piechoty, artylerii, czołgów i samolotów na polu bitwy. Nie udało im się jednak nakłonić Chińczyków do rezygnacji z masowego poboru niepiśmiennych chłopów, których problemy z dyscypliną miały negatywny wpływ na procesy modernizacyjne armii. Niemieckie wsparcie miało ogromne znaczenie dla rozwoju Narodowej Armii Rewolucyjnej i dało jej przywódcom pewność siebie w podejmowaniu działań, najpierw przeciwko komunistom, a później agresji japońskiej.

### Ekspedycja północna (1926–1928)
Ekspedycja północna była pierwszą kampanią wojenną rozpoczętą przez Narodową Armię Rewolucyjną w lipcu 1926 roku, której celem było pokonanie watażków rządu Beiyang i zjednoczenie Chin pod rządami nacjonalistów. Ekspedycją dowodził generalissimus Czang Kaj-szek, który zyskał na znaczeniu po objęciu stanowiska dowódcy Akademii Wojskowej w Whampoa.
Początkowo wspierana przez zjednoczony front z Komunistyczną Partią Chin i radzieckimi doradcami, takimi jak Michaił Borodin i Wasilij Blücher, Narodowa Armia Rewolucyjna posuwała się na północ od Kantonu, szybko pokonując watażków z Zhili i Hunanu, w tym Wu Peifu i Sun Chuanfanga.
Jednak wkrótce pojawiły się wewnętrzne podziały w Kuomintangu. W kwietniu 1927 roku Czang nakazał przeprowadzenie czystki wśród komunistów w Szanghaju – wydarzenie znane jako masakra szanghajska – co oznaczało upadek 1 Frontu Zjednoczonego i formalny rozłam między lewicową a prawicową frakcją partii.
Czang tymczasowo ustąpił, ale na początku 1928 roku ponownie objął przywództwo i wznowił drugą fazę kampanii. W połowie 1928 roku Narodowa Armia Rewolucyjna – wzmocniona przez sprzymierzonych watażków, w tym Yan Xishana i Feng Yuxianga – pokonała armię Beiyangu i zbliżyła się do Pekinu. Gdy ich siły się zbliżyły, mandżurski watażka Zhang Zuolin został zamordowany przez japońską Armię Kwantuńską, a jego syn Zhang Xueliang wkrótce ogłosił wierność rządowi w Nankinie.
Kampania zakończyła się w grudniu 1928 roku, kiedy północno-wschodnie Chiny oficjalnie zaakceptowały rządy nacjonalistów, skutecznie jednocząc Chiny pod rządami nacjonalistów i zapoczątkowując Dekadę Nankińską.
Pomimo nominalnego sukcesu, prawdziwa centralizacja pozostawała w dużej mierze fikcją. Wielu byłych watażków zachowało regionalną władzę i autonomię, siejąc ziarno pod przyszłe konflikty wewnętrzne.

### Dekada Nankińska
Po zakończeniu ekspedycji północnej nadmiernie rozrośnięta Narodowa Armia Rewolucyjna wymagała redukcji liczebności przez masową demobilizację. Czang Kaj-szek wypowiedział wtedy słynne słowa: żołnierze są jak woda – zdolni zarówno do uniesienia państwa, jak i jego zatopienia. Oficjalne dane w tamtym czasie podawały liczbę 1 502 000 żołnierzy pod bronią, choć tylko 224 000 z nich znajdowało się pod bezpośrednią kontrolą Czang Kaj-szeka. Czang Kaj-szek przyznał później, że kontrolował ponad 500 000 żołnierzy, podczas gdy Feng Yuxiang, którego oficjalna liczba żołnierzy wynosiła 269 000, prawdopodobnie dowodził siłami ok. 600 000 ludzi. Zatem całkowita siła NRA wynosiła prawdopodobnie bliżej dwóch milionów ludzi.
W trakcie ekspedycji północnej Kuomintang utworzył również regionalne rady polityczne. Chociaż rady te teoretycznie podlegały centralnej władzy politycznej w Nankinie, w praktyce działały autonomicznie i utrzymywały własne siły zbrojne. Feng Yuxiang kontrolował radę Kaifengu, Yan Xishan nadzorował radę Taiyuanu, a klika Guangxi kontrolowała dwie oddzielne rady w Wuhanie i Beipingu, kierowane odpowiednio przez Li Zongrena i Bai Chongxi. Li Jishen, kolejna postać związana z Guangxi, luźno nadzorował radę w Kantonie, podczas gdy szósta rada podlegała Zhang Xueliangowi w Mukdenie.
Stając przed dylematem, jak zarządzać tymi konkurującymi ośrodkami władzy, Czang miał dwie opcje strategiczne: stopniowo centralizować władzę lub działać szybko i zdecydowanie. Wierny duchowi ekspedycji, której celem było wyeliminowanie militaryzmu i regionalizmu, wybrał natychmiastową centralizację. Pod pretekstem demobilizacji, Czang rozpoczął systematyczne ograniczanie siły militarnej dowódców regionalnych, jednocześnie rozszerzając i konsolidując własną władzę.
W lipcu 1928 roku zwołano konferencje finansowe w celu skoordynowania działań demobilizacyjnych, a zarówno dowódcy wojskowi, jak i urzędnicy cywilni wyrazili poparcie dla redukcji liczebności wojsk. Czang formalnie wezwał do redukcji armii do 65 dywizji i dążył do zbudowania politycznego konsensusu w sprawie zniesienia rad wojskowych. Ta inicjatywa zaniepokoiła przywódców regionalnych, a Li Zongren zauważył później, że plan Czang Kaj-szeka wydawał się celowo tak zaprojektowany, aby wywołać reakcję – dając mu uzasadnienie do neutralizacji rywali.

### Wojna na Równinach Centralnych (1929–1930)

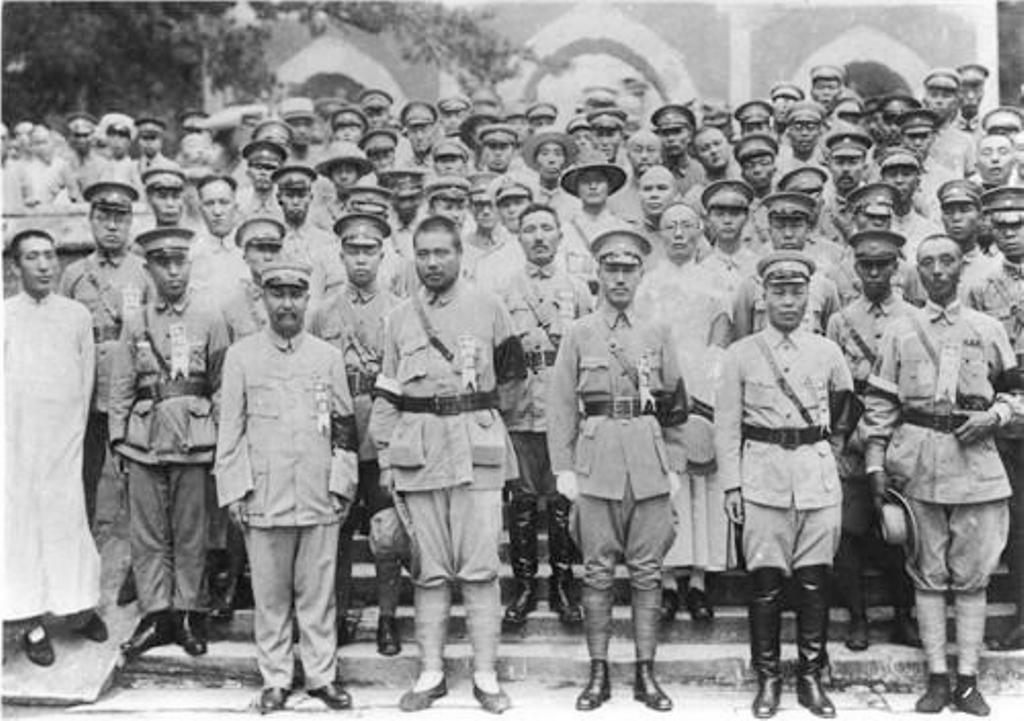
Generałowie Narodowej Armii Rewolucyjnej w Pekinie po ekspedycji północnej

W lutym 1929 roku napięcia zaostrzyły się, gdy klika Guangxi odsunęła gubernatora Hunan mianowanego przez Czanga od władzy. Czang nie tolerował tego rodzaju działań i rozpoczął przygotowania do wojny, podczas gdy Feng został przekupiony ofertami dużych terenów w Szantungu w zamian za zachowanie neutralności. Inni północnochińscy przywódcy również zostali przekupieni w zamian za bezczynność, aby Czang mógł skupić się wyłącznie na armiach w Wuhanie.
11 maja Armia Centralna dowodzona przez Czang Kaj-szeka rozpoczęła serię generalnych ofensyw przeciwko Yan Xishanowi i Fengowi Yuxiangowi. Podążając wzdłuż linii kolejowej Longhai, Armia Centralna pomaszerowała na zachód z Xuzhou, docierając do przedmieść Kaifengu w prowincji Henan 16 maja. Armia Północno-Zachodnia, najsilniejsza w koalicji antyczangowskiej, rozbiła Armię Centralną dowodzoną przez Chen Chenga w Gansu do końca maja, a sam Czang Kaj-szek ledwo uniknął schwytania. Armia Północno-Zachodnia nie mogła jednak wykorzystać tego zwycięstwa, ponieważ Armia Shanxi nie była w stanie przybyć na czas, aby zadać Armii Centralnej ostateczny cios. Mając sojuszników Czanga w sąsiedniej prowincji Gansu, Armia Północno-Zachodnia była zmuszona przejść do defensywy. W Kaifengu Armia Północno-Zachodnia odparła ataki sił Czang Kaj-szeka, zadając im ciężkie straty. Połączone siły Armii Shanxi i Armii Północno-Zachodniej stoczyły później największą bitwę wojny, atakując Xuzhou, w którym obie strony poniosły łączne straty przekraczające 200 000 ludzi. Armia Shanxi wycofała się z Jinanu i poniosła dalsze straty podczas przeprawy przez Żółtą Rzekę. Brak koordynacji między siłami koalicji antyczangowskiej był początkiem zmiany sytuacji na korzyść rządu w Nankinie.
Na południu Armia Guangxi dowodzona przez Li Zongrena i Bai Chongxi ruszyła na północ i zdobyła Yueyang, ale siłom Czang Kajang udało się odciąć je od tyłu, ostatecznie zmuszając do wycofania się na pozycje wyjściowe. W Szantungu Armia Shanxi zdobyła Jinan 25 czerwca. Po pokonaniu Armii Guangxi w Hunanie, rząd nankiński podjął decyzję o rozpoczęciu wielkiej kontrofensywy przeciwko armii Shanxi w Szantungu. Wymaszerowując z Qingdao, siły Czanga odbiły Jinan 15 sierpnia. Armia Centralna zgromadziła następnie wojska w prowincjach Gansu i Shaanxi, rozpoczynając ostateczną ofensywę przeciwko Armii Północno-Zachodniej, która trwała od końca sierpnia do początku września.
18 września Zhang Xueliang i Armia Północno-Wschodnia porzucili dotychczasową neutralność i zadeklarowali swoje poparcie dla Czanga. Kilka dni później Armia Północno-Wschodnia wkroczyła na Nizinę Północnochińską przez Przełęcz Shanhai i po dwóch dniach zdobyła Pekin. Armia Shanxi wycofała się na północ od Żółtej Rzeki, podczas gdy Armia Północno-Zachodnia załamała się, gdyż morale koalicji antyczangowskiej podupadło. 4 listopada Yan Xishan i Feng Yuxiang ogłosili rezygnacje ze wszystkich stanowisk, co skutecznie zakończyło działania wojenne i położyło ostateczny kres zmaganiom regionalnych watażków z rządem w Nankinie.

### Kampanie okrążające (1929–1934)
Zaraz po zakończeniu ekspedycji północnej, jeszcze przed rozgromieniem watażków na Równinach Centralnych, Czang Kaj-szek rozpoczął wysiłki mające na celu eliminację rosnącej obecności komunistów na chińskiej prowincji. W latach 1929–1934 rząd nacjonalistyczny rozpoczął serię zakrojonych na szeroką skalę operacji wojskowych, znanych jako kampanie okrążające, w celu zniszczenia kontrolowanych przez komunistów baz rewolucyjnych, zwłaszcza Rady Jiangxi-Fujian i Rady Eyuwan.
Pierwsza fala kampanii rozpoczęła się od ofensyw regionalnych wymierzonych w mniejsze rady, takie jak jak te w Honghu, Hunan–Jiangxi i Hubei–Henan–Shaanxi. Wczesne próby były słabo skoordynowane i często opierały się na siłach lokalnych watażków, co skutkowało wielokrotnymi porażkami bardziej mobilnej i doświadczonej Chińskiej Armii Czerwonej. W Honghu komunistyczni dowódcy, tacy jak He Long i Duan Dechang, skutecznie odparli liczne ataki w latach 1930 i 1931, pomimo znacznej przewagi liczebnej Narodowej Armii Rewolucyjnej .
Kulminacją było pięć głównych kampanii przeciwko Radzie Kiangsi w latach 1930–1934. Pierwsze cztery zostały odparte przez Chińską Armię Czerwoną pod dowództwem Mao Zedonga i Zhu De, którzy stosowali taktykę partyzancką i manerową. Piąta kampania, rozpoczęta w 1933 roku pod kierownictwem niemieckich doradców wojskowych wprowadziła jednak strategię blokhauzów i taktykę spalonej ziemi. Przytłaczająca przewaga liczebna i nowoczesne umocnienia ostatecznie pozwoliły nacjonalistom przebić się, zmuszając komunistów do opuszczenia bazy w październiku 1934 roku i rozpoczęcia Długiego Marszu.
Rada Eyuwan również przetrwała pięć kampanii w latach 1930–1934. Chociaż komuniści stawiali opór podczas pierwszych trzech, zostali ostatecznie wyparci przez siły nacjonalistyczne stosujące brutalną taktykę spalonej ziemi w czwartej i piątej ofensywie. Pomimo tych niepowodzeń, resztki Chińskiej Armii Czerwonej, takie jak 25 Armia pod dowództwem Xu Haidonga, kontynuowały opór partyzancki i później połączyły się z głównymi siłami komunistycznymi podczas Długiego Marszu.
Chociaż nacjonalistom ostatecznie udało się zlikwidować komunistyczne bazy do 1934 roku, ich zwycięstwa były tymczasowe. Kampanie pokazały zarówno słabość, jak i odporność sił komunistycznych, które w kolejnych latach powróciły silniejsze.

### II wojna chińsko-japońska

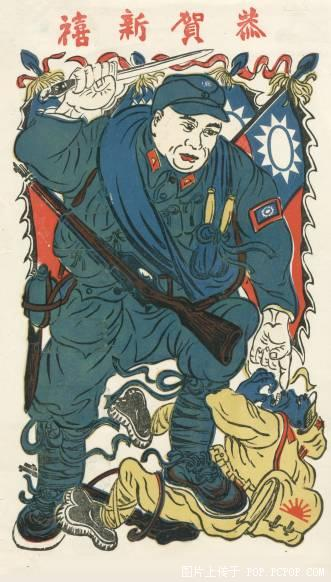
Chiński plakat propagandowy przedstawiający Narodową Armię Rewolucyjną w walce z Japończykami

II wojna chińsko-japońska w latach 1937–1945 była najważniejszą batalią Narodowej Armii Rewolucyjnej, która walczyła z siłami inwazyjnymi Cesarstwa Japonii na rozległych obszarach Chin. Pod dowództwem generalissimusa Czang Kaj-szeka Narodowa Armia Rewolucyjna poniosła główny ciężar oporu Chin przeciwko zewnętrznej agresji, szczególnie w początkowych latach, gdy siły komunistyczne były jeszcze stosunkowo niewielkie.
Wojna rozpoczęła się po incydencie na moście Marco Polo w pobliżu Pekinu w lipcu 1937 roku, który doprowadził do pełnoskalowej japońskiej inwazji na północne Chiny. Pomimo słabego wyposażenia i wewnętrznego rozbicia, Narodowa Armia Rewolucyjna stawiała zacięty opór w ważnych bitwach, takich jak bitwa o Szanghaj, bitwa o Nankin i bitwa pod Tai’erzhuang. W Szanghaju elitarne jednostki Narodowej Armii Rewolucyjnej, w tym dywizje wyszkolone przez Niemców, toczyły wielomiesięczne walki uliczne, próbując zaimponować mocarstwom zagranicznym i uzyskać wsparcie dyplomatyczne. Obrona Szanghaju, jak i Nankinu została ostatecznie pokonana, co doprowadziło do masakry w Nankinie, podczas której japońskie wojska dopuściły się licznych okrucieństw.

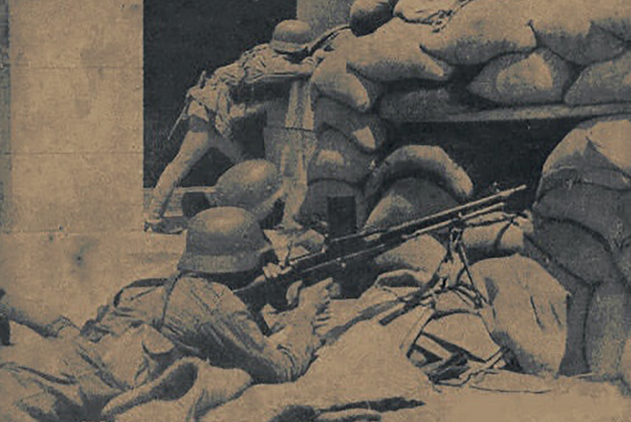
Żołnierze Narodowej Armii Rewolucyjnej w Szanghaju

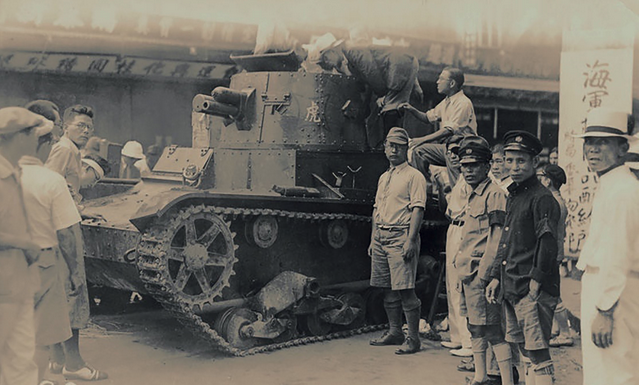
Czołg lekki Vickers E Narodowej Armii Rewolucyjnej zdobyty przez Japończyków

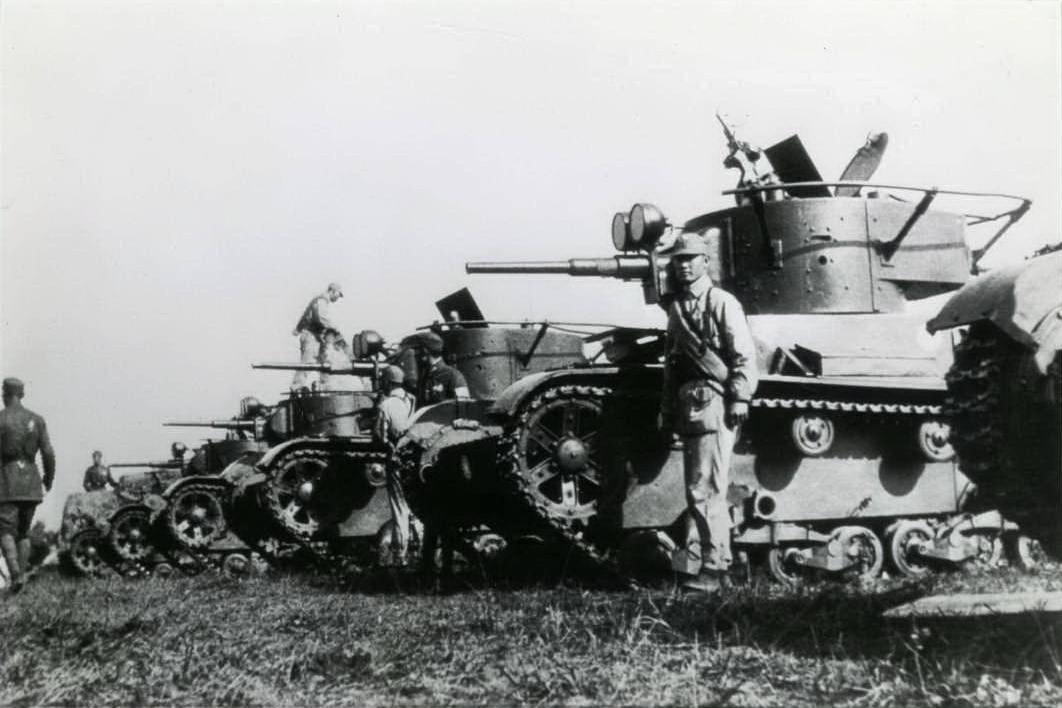
Czołgi T-26 na wyposażeniu Narodowej Armii Rewolucyjnej

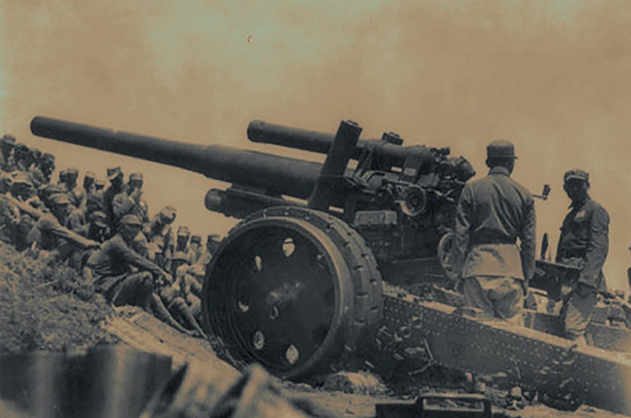
Niemiecka haubica 15 cm sFH 18 w oddziałach artylerii polowej Narodowej Armii Rewolucyjnej

Po upadku Nankinu Narodowa Armia Rewolucyjna ponownie ustanowiła swoją kwaterę główną w Chongqingu, który pełnił funkcję tymczasowej stolicy w czasie wojny do 1945 roku. Pomimo że starcia konwencjonalne stawały się coraz trudniejsze ze względu na japońską przewagę powietrzną i mobilność, Narodowa Armia Rewolucyjna zachowała kontrolę nad znaczną częścią zachodnich i środkowych Chin. Odniosła też kilka kluczowych zwycięstw, zwłaszcza pod Tai’erzhuang w 1938 roku oraz w obronie Changsha podczas licznych japońskich ofensyw.
Chinki również wnosiły wkład w wysiłek wojenny Narodowej Armii Rewolucyjnej poprzez jednostki kobiece, takie jak Batalion Kobiecy Guangxi, wspierany przez Song Meiling, żonę Czanga  .
Pomimo wewnętrznych wyzwań politycznych, Narodowa Armia Rewolucyjna wcieliła w swoje szeregi wiele sił regionalnych i prowincjonalnych armii. Wraz z rozszerzaniem się japońskiej okupacji na chińskie wybrzeże, partyzantka i operacje nieregularne zyskiwały na znaczeniu. Jednak słabości logistyczne, niedostatek nowoczesnego uzbrojenia i rozdrobniona struktura dowodzenia utrudniały prowadzenie długotrwałych ofensyw. Brak scentralizowanej dyscypliny doprowadził również do takich problemów jak korupcja, przymusowe zatrudnianie ludności wiejskiej do budowania umocnień polowych i problemy logistyczne.
Od 1938 roku pomoc zagraniczna pomagała w poprawie potencjału Narodowej Armii Rewolucyjnej. Początkowo Związek Radziecki wspierał Chiny sprzętem, szkoleniem i lotnikami-ochotnikami na mocy chińsko-radzieckiego paktu o nieagresji. Od 1941 roku Stany Zjednoczone stały się głównym sponsorem Narodowej Armii Rewolucyjnej poprzez program Lend-Lease, chociaż wsparcie to było skomplikowane przez napięte stosunki między generałem Czangiem a amerykańskimi dowódcami, zwłaszcza generałem Josephem Stilwellem. Podczas gdy Stilwell został mianowany szefem sztabu Czanga i nadzorował działania szkoleniowe zmodernizowanych jednostek Narodowej Armii Rewolucyjnej (znanych jako „X Force”), często ścierał się z chińskim przywództwem w sprawie strategii i kontroli. Rząd USA groził odcięciem pomocy dla Chin, jeśli Chińczycy nie przekażą dowództwa nad wszystkimi siłami chińskimi Stanom Zjednoczonym. Czang zwlekał ze spełnieniem amerykańskiego żądania, twierdząc, że będzie to czyniło równym politykom kolaborującym z Japończykami. Ostatecznie jednak pod koniec II wojny światowej wpływ USA na sprawy wojskowe Chin był większy niż jakiegokolwiek mocarstwa zagranicznego w XX wieku, a amerykański personel służył w chińskiej armii na każdym szczeblu, włącznie z szefem sztabu, kierownictwem Chińskiej Rady Produkcji Wojennej i Rady Transportu. Sir George Sansom, brytyjski dyplomata w USA, doniósł, że wielu amerykańskich oficerów uważało monopol USA na handel z Dalekim Wschodem za należną nagrodę za walkę na Pacyfiku, z czym zgadzali się wysoko postawieni urzędnicy amerykańscy.
Podczas kampanii birmańskiej oddziały Narodowej Armii Rewolucyjnej stanowiły trzon Chińskich Sił Ekspedycyjnych (chiń. 中國遠征軍) w Indiach i północnej Birmie. Pod dowództwem generała Sun Lirena siły te zdołały odzyskać kluczowe obszary i zabezpieczyć Drogę Ledo, kluczową linię zaopatrzeniową do Chin. Odbicie północnej Birmy i ostateczne połączenie z siłami stacjonującymi w Junnanie pod dowództwem generała Wei Lihuanga przywróciło zaopatrzenie lądowe Chongqingowi pod koniec 1944 roku.

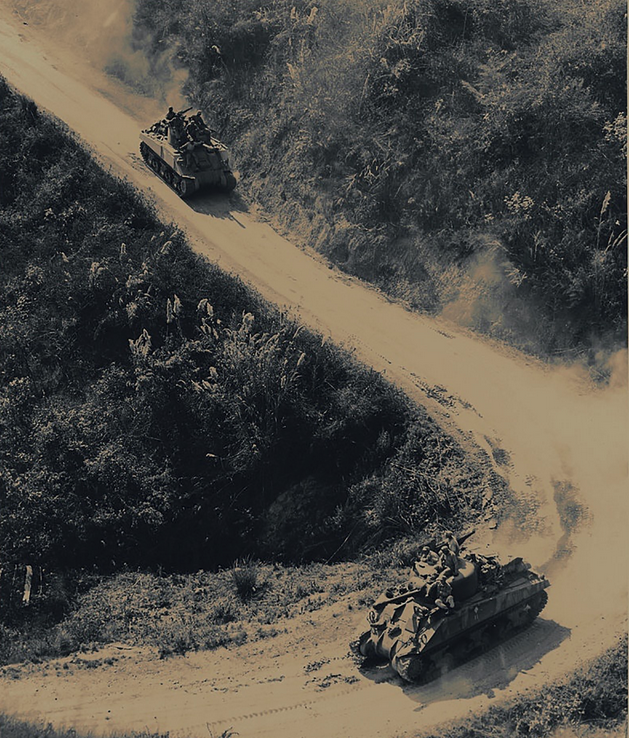
Czołg M4 Sherman Narodowej Armii Rewolucyjnej w Birmie

Jedną z najbardziej ambitnych kampanii Narodowej Armii Rewolucyjnej była kontrofensywa podczas japońskiej operacji Ichi-gō w latach 1944–1945. Chociaż Japończycy początkowo odnosili sukcesy, Narodowa Armia Rewolucyjna wstrzymała dalsze postępy w połowie 1945 roku i rozpoczęła odzyskiwanie terytoriów w Hunanie i Guangxi.
W trakcie wojny z Japończykami Narodowa Armia Rewolucyjna poniosła ogromne straty, w tym około 750 000 zabitych w walce. Jej poświęcenie w znacznym stopniu przyczyniło się do unieruchomienia znacznej części armii japońskiej, co z kolei odciążyło siły alianckie na Pacyfiku. Niemniej jednak, wewnętrzne spory, rozdrobnienie władzy i powojenne rozczarowanie stworzyły podwaliny pod wznowienie konfliktu wewnętrznego z komunistami.

### Przekształcenie w Siły Zbrojne Republiki Chińskiej
Pod koniec wojny domowej, zgodnie z Konstytucją Republiki Chińskiej z 1947 roku, Narodowa Armia Rewolucyjna została formalnie rozwiązana, a jej oddziały zreorganizowano w ramach nowo utworzonych Sił Zbrojnych Republiki Chińskiej.
Większość jednostek lądowych Narodowej Armii Rewolucyjnej została przekształcona w Armię Republiki Chińskiej, a dawny komponent żandarmerii wojskowej przekształcono w Żandarmerię Wojskową Republiki Chińskiej. Siły Powietrzne i Wojska Obrony Powietrznej zostały połączone, tworząc Siły Powietrzne Republiki Chińskiej. Razem z Marynarką Wojenną Republiki Chińskiej formacje te tworzą do dziś siły zbrojne częściowo uznawanej Republiki Chińskiej na Tajwanie.

## Stopnie

### Stopnie oficerskie
| Grupa      | Generałowie              | Generałowie              | Generałowie              | Generałowie     | Generałowie    | Oficerowie starsi | Oficerowie starsi | Oficerowie starsi | Oficerowie młodsi | Oficerowie młodsi | Oficerowie młodsi | Oficerowie młodsi |
| ---------- | ------------------------ | ------------------------ | ------------------------ | --------------- | -------------- | ----------------- | ----------------- | ----------------- | ----------------- | ----------------- | ----------------- | ----------------- |
| Przed 1929 |                          |                          |                          |                 |                |                   |                   |                   |                   |                   |                   |                   |
| 1929–1936  |                          |                          |                          |                 |                |                   |                   |                   |                   |                   |                   |                   |
| 1936–1946  |                          |                          |                          |                 |                |                   |                   |                   |                   |                   |                   |                   |
| Nazwa      | 特級上將 Tèjí shàngjiàng | 一級上將 Yījí shàngjiàng | 二級上將 Èrjí shàngjiàng | 中將 Zhōngjiàng | 少將 Shàojiàng | 上校 Shàngxiào    | 中校 Zhōngxiào    | 少校 Shàoxiào     | 上尉 Shàngwèi     | 中尉 Zhōngwèi     | 少尉 Shàowèi      | 准尉 Zhǔnwèi      |

### Pozostałe stopnie
| Grupa      | Podoficerowie | Podoficerowie | Podoficerowie | Szeregowcy           | Szeregowcy        | Szeregowcy        |
| ---------- | ------------- | ------------- | ------------- | -------------------- | ----------------- | ----------------- |
| Przed 1929 |               |               |               |                      |                   |                   |
| 1929–1936  |               |               |               |                      |                   |                   |
| 1936–1946  |               |               |               |                      |                   |                   |
| Nazwa      | 上士 Shàngshì | 中士 Zhōngshì | 下士 Xiàshì   | 上等兵 Shàngděngbīng | 一等兵 Yīděngbīng | 二等兵 Èrděngbīng |

## Wyposażenie

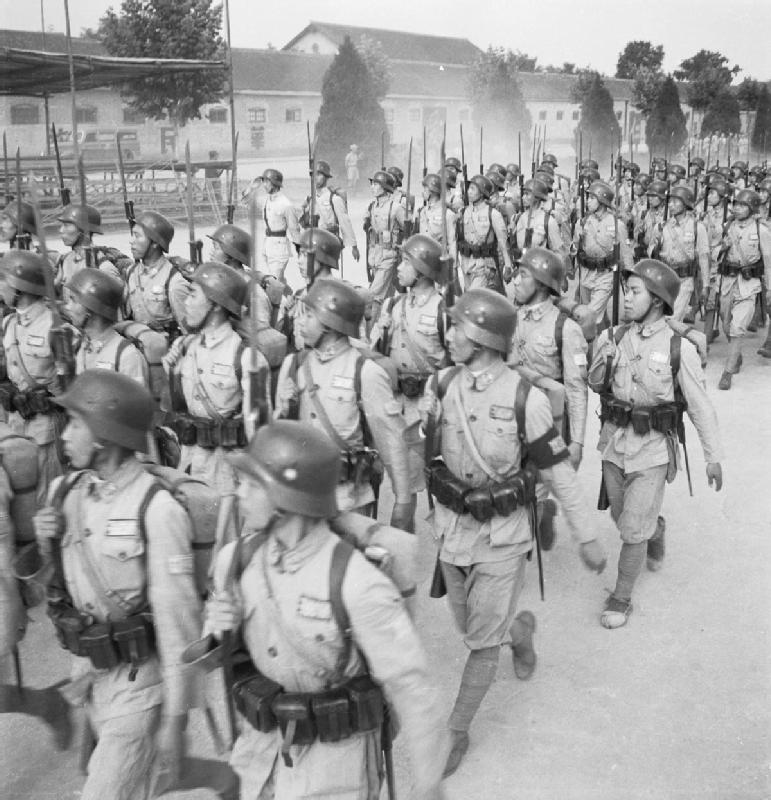
Oddział Narodowej Armii Rewolucyjnej z niemieckim wyposażeniem, w charakterystycznych hełmach M35 maszeruje przez Chengdu, 1944

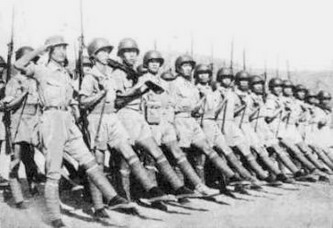
Oddział Narodowej Armii Rewolucyjnej umundurowany i wyposażony według regulaminu armii amerykańskiej, Indie 1943

Ze względu na niezwykle burzliwą historię w Chin w pierwszej połowie XX wieku i często zmieniające się sojusze uzbrojenie i wyposażenie Narodowej Armii Rewolucyjnej było bardzo zróżnicowane.
Większość broni Narodowej Armii Rewolucyjnej była produkowana w arsenałach Hanyang, Taiyuan i Guandong. Regularne dywizje prowincjonalne używały starych karabinów Hanyang 88 jeszcze z czasów dynastii Qing, podczas gdy dywizje centralne były wyposażone w znacznie nowocześniejsze karabiny Czang Kaj-szeka. Pozostała indywidualna broń palna była importowana głównie z Niemiec.
Lepiej wyposażone oddziały piechoty używały lekkiego karabinu maszynowego, który był chińską kopią czechosłowackiego karabinu ZB vz. 26 kal. 7,92 mm. W dywizjach centralnych obecne były również francuskie i belgijskie karabiny maszynowe.
W Chinach były produkowane ciężkie karabiny maszynowe Typ 24, kopie niemieckich karabinów maszynowych MGO8. Na początku lat 30. Chińczycy zakupili także pewną ilość polskich karabinów maszynowych wz. 30, kopii amerykańskiego Browninga M1917, duńskich karabinów maszynowych Madsen i szwajcarskich SIG Neuhausen KE-7.
W trakcie II wojny światowej najlepsze jednostki Narodowej Armii Rewolucyjnej korzystały ze sprzętu wojskowego, który w ramach programu Lend-Lease dostarczał Chinom Stany Zjednoczone i Wielka Brytania. W okresie powojennym ok. 5% oddziałów Narodowej Armii Rewolucyjnej nosiło umundurowanie i wyposażenie armii amerykańskiej.
Niektóre jednostki Narodowej Armii Rewolucyjnej zostały wyposażone w miecze i włócznie, z których korzystały głównie oddziały muzułmańskie.